# Çocuklar Duymasın
 (février 2024).
Si vous disposez d'ouvrages ou d'articles de référence ou si vous connaissez des sites web de qualité traitant du thème abordé ici, merci de compléter l'article en donnant les références utiles à sa vérifiabilité et en les liant à la section « Notes et références ».

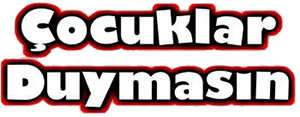
Logo de la série.

Çocuklar Duymasın ou Ne laissez pas les enfants entendre est une série télévisée familiale turque, produite par MinT Motion Pictures et réalisée par Bora Tekay. La série raconte l'histoire d'une famille où la relation entre les deux parents est tendue : ils ne peuvent plus se supporter, mais se forcent à rester ensemble pour leurs deux enfants. La série tourne autour de leur relation et celle de leurs proches. Cette comédie convient et s'adresse aux plus jeunes comme aux adultes.

## Distribution
- Pınar Altuğ: la mère, alias Meltem ;

- Tamer Karadağlı: le père, alias Haluk Cetinoğlu ;

- Vatan Şaşmaz, alias Engin.

## Diffusion
Le premier épisode a été diffusé le 16 janvier 2002 sur TGRT. Après treize épisodes, la série est passée sur ATV le 16 avril 2002. 
Après ses 2 premières saisons sur ATV, la troisième a été diffusée sur Star TV en septembre 2003. Les principaux acteurs Pinar Altuğ et Tamer Karadağlı ont dû quitter la série à la suite des problèmes personnels. Après leur départ, la quatrième, intitulée "Qu'est ce qui va arriver aux enfants ?" a été diffusée en mai 2005. Il était prévu qu'elle reprenne sur FOX en 2009, mais la série a été reportée pendant un moment en raison de la crise économique. Le 5 août 2010, la cinquième saison a commencé à être diffusée sur VTT. De nouveaux épisodes ont été filmés. En septembre 2013, la série est réapparue sur les écrans sur Fox TV pour la troisième fois. Elle s'est terminée après le 160e épisode. En 2017, elle a été rediffusée sur Kanal D.